# トレヴァー・ジェイムズ・コンスタブル
トレヴァー・ジェイムズ・コンスタブル（Trevor James Constable、1925年9月17日 - 2016年3月31日）は、初期のUFO研究者である。UFOの現象は、地球の大気に生息する巨大なアメーバ状の生物の存在を仮定することで最も良く説明できると主張した。ニュージーランド・ウェリントンに生まれ、31年間海上で勤務し、そのうち26年間はアメリカ合衆国商船隊の無線技師を務めた。第二次世界大戦における航空戦について、レイモンド・トリヴァーの共著により数冊の本を執筆した。

## 第二次世界大戦に関する著作
コンスタブルは、第二次世界大戦における航空戦に関する10冊のノンフィクションを執筆しており、それらは戦闘機エースの愛好家の間ではよく知られている。これらは、元アメリカ空軍パイロットでアメリカ戦闘機エース協会公認の歴史家のレイモンド・トリヴァーとの共著である。
歴史家のロナルド・スメルサーとエドワード・J・デイヴィスは著書"The Myth of the Eastern Front"（東部戦線の神話）で、ドイツの戦闘機エースであるエーリヒ・ハルトマンに関するコンスタブルらの著書"The Blond Knight of Germany"（ドイツのブロンドの騎士）について、中世の騎士道を思わせるようなタイトルも含めて、この本は「独ソ戦におけるドイツ国防軍の行為をうまく特徴づけていないどころか、むしろ反対の意味になっている」と批判している。
歴史家のイェンス・ヴェーナーは、コンスタブルとトリヴァーが1971年にドイツで発刊したハルトマンに関する著書"Holt Hartmann vom Himmel! Die Geschichte des erfolgreichsten Jagdfliegers der Welt"について、この本はドイツで非常に人気となったが、史実の提示という点で重大な欠陥があると述べた。ヴェーナーによれば、この本は、ナチスがプロパガンダに使用した"Fliegerassen"（エースパイロット）という言葉や、ソ連に対するステレオタイプを無批判に使用しているが、後者については執筆された冷戦時代の西側諸国における一般的な態度であるという。また、第二次世界大戦の政治的・社会的影響を完全に無視していると批判した。

## UFOに関する仮定
コンスタブルは、ラジオニクスやヴィルヘルム・ライヒのオルゴン（いずれも現代では疑似科学として否定されている）に関する文献を読んだ後に、UFOが生命体であるという確信を持つようになった。コンスタブルは、紫外線レンズを装着した高速度カメラで撮影した写真から、アメーバのような生物が空中を飛んでいることを発見した。
コンスタブルはこの新発見の「証拠」を検討し、2冊の本を執筆した。その中でコンスタブルは、この生物は「電磁スペクトルの赤外線領域」以外では存在できず、地球が固体になる前の気体の状態のときから存在していたと述べた。この生物は進化の未知の分枝に属し、その種はmacrobacteria（巨大微生物）として分類すべきであると主張した。コンスタブルによれば、この生物の大きさは、硬貨程度から半マイルまで様々であるという。
コンスタブルの主張は、この生物は肉眼で見えないが、レーダーでは観測できるという意味であると推測される。
コンスタブルは、いわゆるキャトルミューティレーション（家畜や時には人間が切断される現象）を説明するのに、レーダーの使用によってこの生物が怒り出し、それによって家畜を捕食したのだという説を唱えた。後に未確認動物学者が、発見者のコンスタブルに因んでこの生物にAmoebae constableaという学名をつけた。コンスタブルは、1975年の著書"The Cosmic Pulse of Life"（生命の宇宙的脈動）で自分の考えを概説した。

## ドゥリアン・トゥンガル・ダム
1991年、コンスタブルはマレーシアのムラカ州政府とともに、ドゥリアン・トゥンガル・ダムに水を満たすプロジェクトに携わった。
コンスタブルとTJC/アトモス・エンジニアーズ社は、金属製の円筒を使って大気中のエーテルや気を変化させ、「雨乞い」をする技術を開発したと喧伝していた。この装置からは、電磁気や放射性物質が大気に放出されることはなく、安全であると謳っていた。コンスタブルは、この装置は既にカリフォルニア州のジブラルタル・ダムで使われたことがあると述べた。
初期の段階では、貯水池に水はほとんど満たされていなかった。地元住民の中には、気を変化させようとする試みに悪霊が抵抗しようとしているのだと言う者もいた。コンスタブルは、その噂は本当かもしれないが、自分の技術で克服できると信じていると述べた。
マレーシア連邦政府は、TJC/アトモス・エンジニアーズ社が州政府を騙しているのではないかとして調査を始めた。その時点で、州政府は同社に対して合計320万ドルを支払っていたという。一方で、マレーシアの英字新聞『ニュー・ストレーツ・タイムズ』は、1991年8月14日付で次のように報じている
。
マラカ州政府はTJC/アトモス・エンジニアーズ社と、1月に干上った28メートルのドゥリアン・トゥンガル・ダムを満たして州の水問題を解決するという契約を結んだ。翌月までに成功すれば320万ドル、半分だけ満たされればその半額が支払われる。操業は7月1日から開始される。コンスタブル氏は、マラカ州での請負の契約は完全に成功報酬であり、結果が出なければ支払いもないと述べた。

## 著書
- Raymond F. Toliver and Trevor J. Constable. Fighter Aces of the Luftwaffe. London: Arthur Barker, 1968. Reissued: Atglen, PA: Schiffer, 1996 ISBN 978-0887409097
- Raymond F. Toliver and Trevor J. Constable. The Blond Knight of Germany: A biography of Erich Hartmann. Blue Ridge Summit, PA: Tab Aero, 1970. ISBN 978-0830681891
  - 日本語訳：トレバー・J・コンステーブル、レイモンド・F・トリバー 著、志摩隆 訳『メッサーシュミットの星―ドイツ空軍の撃墜王』リーダーズ・ダイジェスト（ペガサスドキュメント）、1973年。
- Trevor James [Constable]. They Live in the Sky! Los Angeles: New Age Publishing Co., 1958.
- Trevor James [Constable]. The cosmic pulse of life: the revolutionary biological power behind UFOs. Santa Ana, CA: Merlin Press, 1976.